# HD 224165
HD 224165，又名BD+46 4214，SAO 53486、HR 9053，是一颗恒星，视星等为6，位于銀經113.21，銀緯-14.46，其B1900.0坐标为赤經23h 50m 30.5s，赤緯+46° -14.46′ 58″。